# Seznam starodavnih ljudstev
Seznam starodavnih ljudstev.

Ljudstva označena z * živijo še danes.

## A
Agriani -
Ahajci -
Ajtolci -
Akadci -
Akarnanci -
Aksumci -
Alani -
Alemani - 
Ambisonti -
Ambroni - 
Amonci -
Amoriti -
Andizeti -
Angli -
Anglosasi -
Aorsi -
Aramejci -
Ardiejci -
Arkadijci -
Armoriški Veneti -
Arverni -
Asirci -
Avari -
Asdingi (Langobardi) -
Atrebati - 
Avari -
Avtariati -
Azteki

## B
Babilonci -
Baktrijci -
Baltski Veneti (Venedi) -
Batavijci -
Belgi -
Brevki -
Brigi -
Briti -
Burgundi -

## D
Dačani -
Daorsi -
Dardanci -
Dokleati -
Dorci

## E
Eburoni -
Edomci -
Elejci -
Eolci -
Epirci -
Etruščani

## F
Feničani -
Filestejci -
Franki -
Frigijci -
Gepidi -
Goti

## G
Galci - 
Gepidi - 
Geti - 
Goti

## H
Hati -
Havki -
Hazari -
Hebrejci -
Helveti -
Hermanduri -
Heruli -
Hetiti -
Hiksi -
Histri -
Huni

## I
- Iberci
- Iliri
- Indoarijci
- Indogrki
- Inki
- Italiki
- stari Izraelci

## J
Japodi -
Jazi -
Jazigi -
Jonci -
Juti

## K
- Kaldejci
- Kanaanci
- Karijci
- Karni
- Kartažani
- Katali
- Kelti
- Keravni
- Kičeji
- Kikimeki
- Kimbri (Kimbri so tudi sodobna jezikovna manjšina v Italiji)
- Kimerijci
- Kolapijani
- Kostoboki
- Kumani
- Kušanci
- Kušiti
- Kvadi

## L
Langobardi -
Latobiki - 
Liburni -
Lidijci

## M
Maji* -
Markomani -
Medijci -
Menapijci -
Minojci -
Mikenci -
Miksteki* -
Moabci -
Morini -
Moriski

## N
Nervijci - 
Nordwestblock -
Noriki (ljudstvo) -
Normani  -
Nubijci* -
Numidijci

## O
- Olmeki
- Osmani
- Ostrogoti

## P
- Parizi
- Parti
- Partini
- Pečenegi
- Perzijci*
- Pikti
- Pomorska ljudstva (12. stoletje pr. n. št.)
- Prusi (Baltsko ljudstvo)

## R
- Remi
- Rimljani

## S
- Sarmati
- Sasi
- Segestani
- Seldžuki
- Skiti
- Skordiski
- stari Grki
- stari Egipčani
- Severnojadranski Veneti
- Subokrini
- Sumerci
- Svebi

## Š
- Špartanci

## T
- Tatari*
- Tavriski
- Tepaneki
- Tigurini
- Tolteki
- Tračani
- Tribali

## V
- Vandali
- Veneti (razločitev)
- Vlahi
- Votadini
- Vzhodni Goti

## Z
- Zahodni Goti
- Zapoteki